# 考伊穹
考伊穹（英語：Cowie Dome），是南極洲的穹丘，位於阿蒙森海岸，處於利峰以西4公里，屬於毛德王后山脈的一部分，美國地質調查局根據測量和美國海軍拍攝的空中照片繪入地圖，現時由南極條約體系管理。